# MSBuild
MSBuild, auch als Microsoft Build Engine bezeichnet, ist ein von Microsoft entwickeltes, freies Build-Tool, das heißt ein Software-Werkzeug für das Erstellen von .NET-basierten Anwendungen. Microsofts integrierte Entwicklungsumgebung Visual Studio ist in wesentlichem Maße von MSBuild abhängig; MSBuild selbst ist aber nicht von Visual Studio abhängig. Dadurch lassen sich mit MSBuild auch .NET-Projekte ohne den Einsatz von Visual Studio bauen.

## Aufbau
Im Wesentlichen besteht MSBuild aus der Datei msbuild.exe und DLL-Dateien, die auch im .NET Framework enthalten sind, und XML-Schemas, nach deren Vorgaben die von msbuild.exe verwendeten Projektdateien aufgebaut sind. Wegen der XML-Basiertheit wird MSBuild auch als Auszeichnungssprache eingeordnet.
Vorbilder für den Aufbau von MSBuild waren die Build-Tools Apache Ant und NAnt.

## Geschichte
Bevor die Version 2005 von Visual Studio erschien, wurden Anwendungen durch Visual Studio selbst erstellt. Dann lagerte Microsoft den Erstellprozess aus der Entwicklungsumgebung aus, auch damit er sich durch den Entwickler leichter anpassen lässt. Die erste Version von MSBuild erschien 2005 und trug die Versionsnummer 2.0. In den Folgeversionen wurde der Funktionsumfang deutlich erweitert. MSBuild 3.5 etwa unterstützt unter anderem mehrere Prozessoren. MSBuild 4.0 ist die erste Version, mit der sich auch Visual-C++-Projekte bauen lassen.
2015 übergab Microsoft die Entwicklung von MSBuild an die .NET Foundation, damit einhergehend wurde MSBuild unter der MIT-Lizenz quelloffen auf GitHub verfügbar gemacht. Im September 2015 wurde bekannt, dass MSBuild auf die Laufzeitumgebung CoreCLR umgestellt wird, auf dem auch das modulare Framework .NET Core basiert.